# 1979年3月13日月食
1979年3月13日月食为一次在协调世界时1979年3月13日出現的月偏食。該次月食半影食分為1.961、全影食分為0.858。偏食維持了99分。

## 概述
這次月食的食分是11.56，偏食維持了99分。

## 基本參數
- 類型：月偏食
- 食甚資料：
  - 日期：1979年3月13日
  - 時間：21:08
  - 月球位置：赤經11.56度、赤緯3.4度
  - 食分：半影食分：1.961、全影食分：0.858
  - 持續時間：偏食99分

## 相關文獻
- J. Bouška. . Rise hvězd. 1981, 62: 143–145 （捷克语）.
- T. P. Cooper. . Monthly Notes of the Astronomical Society of Southern Africa: 18–20 （英语）.
- J. Bouška. . Acta Universitatis Carolinae - Mathematica et Physica. 1980, 21 (2): 13–17  [2022-07-15]. ISSN 0001-7140. （原始内容存档于2022-07-15） （英语）.
- Obermayer, Klaus. . Sterne und Weltraum. 1979,. 1979/6-7: 234 （德语）.
- K. Usman; J. Habersetzer; R. Subbaraj; G. Gopalkrishnaswamy; K. Paramanandam. . Behavioral Ecology and Sociobiology. 1980, 7: 79–81  [2022-07-15]. doi:10.1007/BF00302522. （原始内容存档于2022-07-15） （英语）.

## 外部連結
- NASA月食專頁（页面存档备份，存于）（英文）